# Amsactarctia radiosa
Amsactarctia radiosa là một loài bướm đêm thuộc phân họ Arctiinae, họ Erebidae.